# Walther von Reichenau
Walter Karl Ernst August von Reichenau (Karlsruhe, 1884. október 8. –  Poltava, 1942. január 17.) német tábornagy, hadseregcsoport-főparancsnok, Hitler feltétlen híve.

## A korai évek és az első világháború
Walther von Reichenau 1903-ban lépett be a Német Hadseregbe. Az első világháborúban a Nyugati fronton szolgált, a Vaskereszt 1. osztályával tüntették ki és századossá léptették elő.
A Weimari köztársaságban von Reichenau vezérkari tiszt, 1931-től a Reichswehrnél töltött be vezető beosztást, később pedig Werner von Blomberg tábornok alatt szolgált Kelet-Poroszországban. A heves nacionalista érzelmű nagybátyja bemutatta őt Hitlernek. 1932-ben von Reichenau követte a nácikat és hamarosan csatlakozott a Nemzetiszocialista Német Munkáspárthoz, és a Hitler katonai tanácsadója lett.

## A náci hatalomátvétel után
Amikor Hitler 1933 januárjában hatalomra jutott, von Blomberg lett a hadügyminiszter, von Reichenau pedig a minisztérium hivatalvezetőjeként igyekezett meggyőzni a nemzetiszocialista vezetőket, mint például Hermann Göringet és Heinrich Himmlert arról, hogy Ernst Röhm és az SA erejét törjék meg. Az SA-t a Hosszú kések éjszakáján, 1934. június 30-áról július 1-jére forduló éjszakán az SS felszámolta.
1935-ben von Reichenaut vezérőrnaggyá léptették elő és München parancsnokává nevezték ki. A Blomberg–Fritsch ügy után Hitler első számú jelöltje a hadügyminiszteri posztra von Reichenau volt, de Gerd von Rundstedt és Ludwig Beck tábornokok tiltakozása miatt Hitler visszakozott.

## Amásodik világháborúban

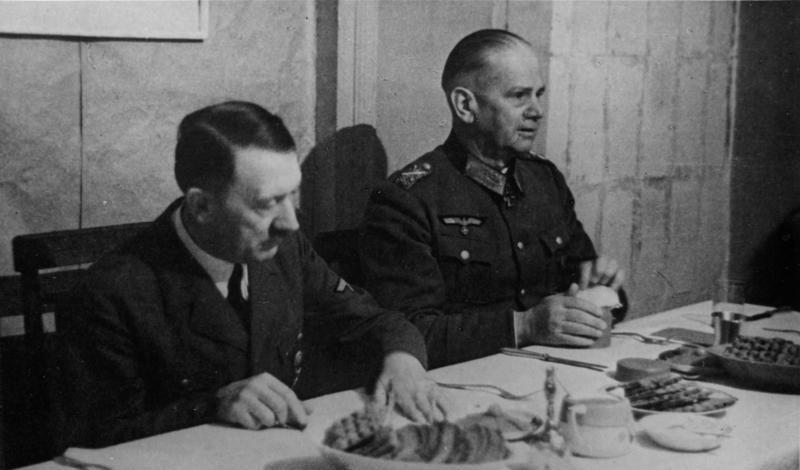
Hitler és von Reichenau tábornagy

### Lengyelország lerohanása és a nyugati hadjárat
1939 szeptemberében Lengyelország megtámadásakor a 10. hadsereg parancsnoka. 1940-ben a 6. hadsereget vezeti a nyugati hadjáratban, elfoglalja Brüsszelt. A Belgium és Franciaország elleni támadásban vívott csatáinak jutalma tábornagyi kinevezés.

### ASzovjetunióelleni támadás
A Szovjetunió elleni, Barbarossa hadművelet alatt, 1941 júniusában von Reichenau ismét a 6. hadsereg parancsnokaként ténykedett. Elfoglalta Kijevet és Harkovot.
Politikailag von Reichenau aktív antiszemita volt és támogatta az SS Einsatzgruppékat abban, hogy irtsák ki a zsidókat az elfoglalt szovjet területekről. Bátorította a katonáit, hogy kövessenek el atrocitásokat a zsidók ellen, miközben elmondják nekik:
„...A keleti hadszíntéren a katona nem csak ember, aki a háború művészetének a szabályaival összhangban harcol... Ennek okáért, amit a katonának  meg kell tanulnia, az, hogy helyesen ítélje meg a szigorú, de igazságos büntetés szükségességét, amit ki kell osztani a félállati zsidó fajnak...”
Az offenzíva alatt von Reichenau megvizsgált minden egyes szovjet harckocsit, amivel találkozott. Beszállt mindegyikbe, és egy vonalzóval megmérte a páncélzat vastagságát. Miután megvizsgált egy T–34-es tankot, azt mondta a tisztjeinek: 
 „Ha az oroszok valaha ezt tankot futószalagon fogják gyártani, el fogjuk veszíteni a háborút.”
Néhány történész, mint például Walter Görlitz, arra törekedett, hogy megvédje von Reichenau 1941. októberi parancsát:
„...meg kell követelni, hogy a csapatok tartsanak távolságot az orosz polgári lakosságtól.”
1941. december 19-én Hitler eltávolította Walther von Brauchitsch tábornagyot a szárazföldi hadsereg (das Heer) éléről, és megpróbálta kinevezni von Reichenaut a megüresedett pozícióba, de a hadsereg vezetői ezt visszautasították, ezért von Brauchitsch helyét maga Hitler foglalta el.

## Halála
Walther von Reichenau Poltavában halt meg 1942. január 17-én. A halál okaként agyvérzés, szívroham és repülőgép-baleset is számításba jött, a beteg tábornagyot ugyanis repülőgéppel akarták Lipcsébe szállítani, de a gép lezuhant. Walter Görlitz szerint a repülőgép ugyan végzett kényszerleszállást, de von Reichenau szívrohamban halt meg.

## Fordítás
- Ez a szócikk részben vagy egészben  a    Walther von Reichenau című angol Wikipédia-szócikk fordításán alapul.  Az eredeti cikk szerkesztőit annak laptörténete sorolja fel. Ez a jelzés csupán a megfogalmazás eredetét és a szerzői jogokat jelzi, nem szolgál a cikkben szereplő információk forrásmegjelöléseként.
- Ez a szócikk részben vagy egészben  a    Walter von Reichenau című német Wikipédia-szócikk fordításán alapul.  Az eredeti cikk szerkesztőit annak laptörténete sorolja fel. Ez a jelzés csupán a megfogalmazás eredetét és a szerzői jogokat jelzi, nem szolgál a cikkben szereplő információk forrásmegjelöléseként.